# インティ・ライミ

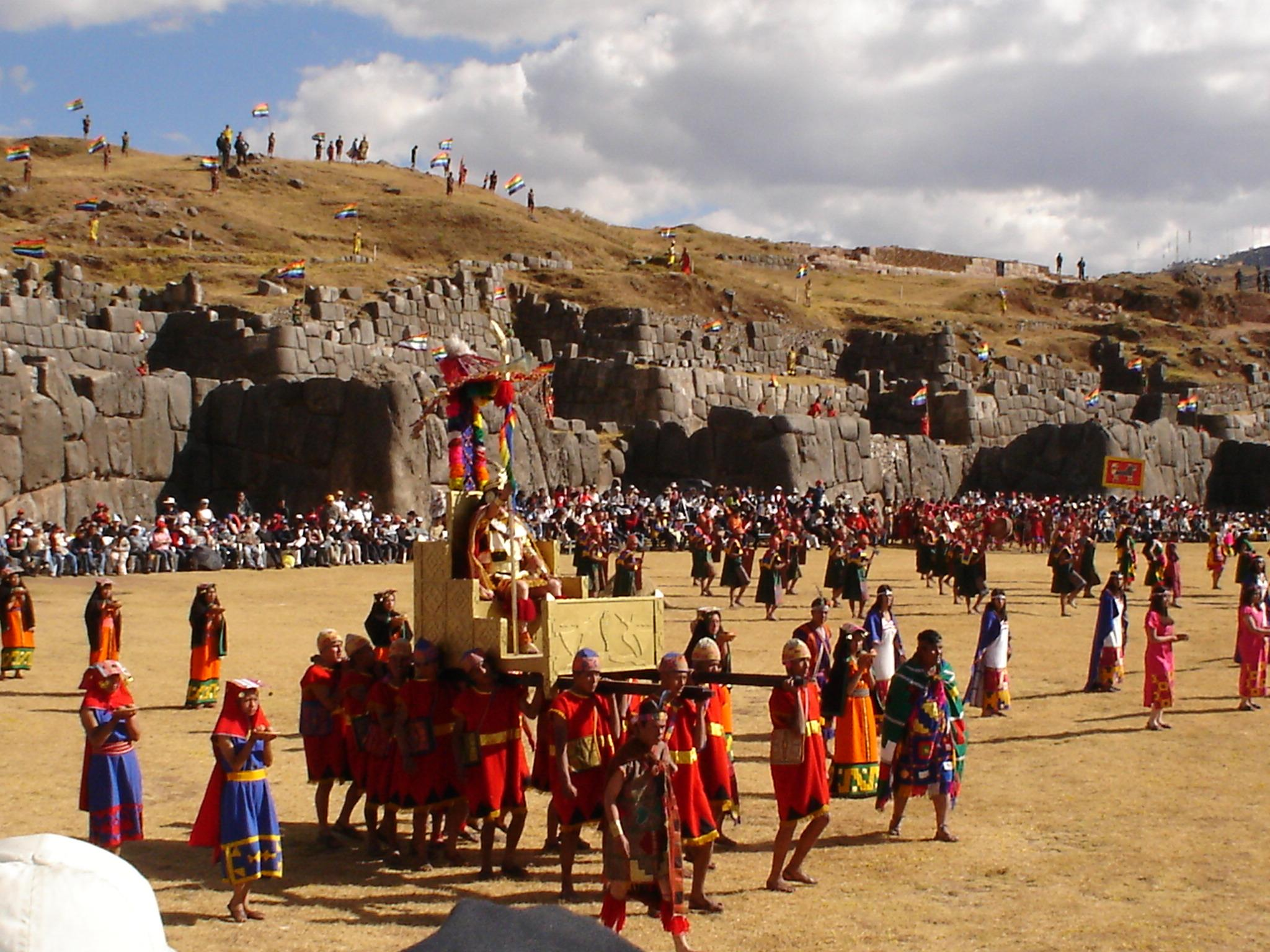
クスコ、サクサイワマン遺跡のインティ・ライミ

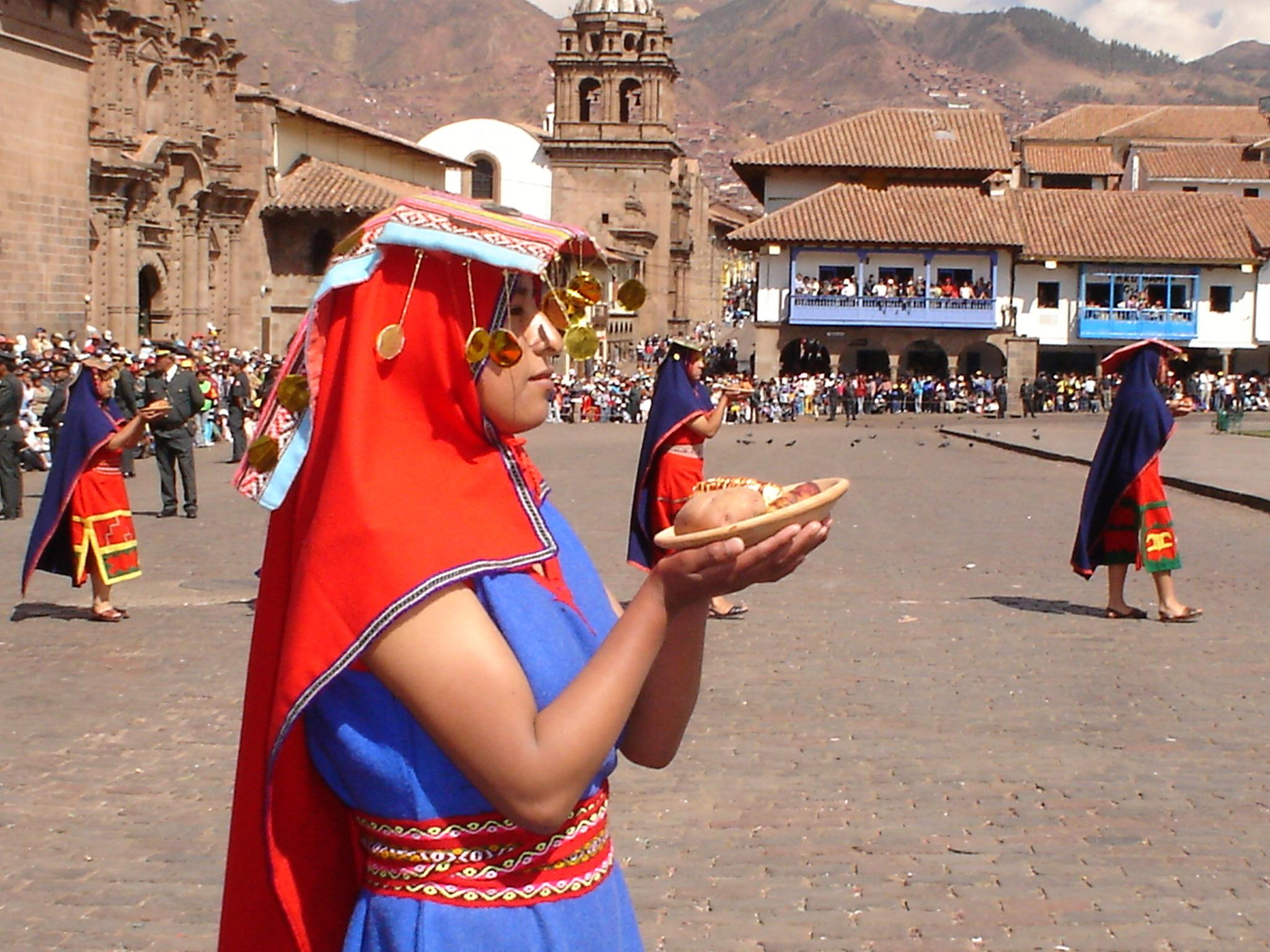
Inti Raymi, 2005年、クスコ、ワカイパタのインティ・ライミ

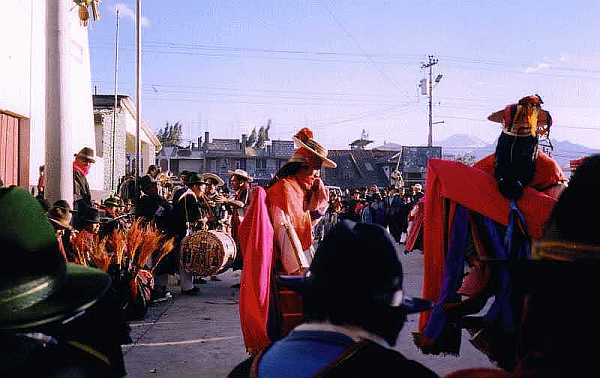
サラサカ近郊にて、インティ・ライミの儀式。背後にチンボラソが見える。

インティ・ライミ (ケチュア語：Inti Raymi、『太陽の祭』の意)は、インカ帝国の宗教的儀式で、インティ神に感謝し、国の安泰を願う。

## 概要
ブラジルのリオのカーニバル、ボリビアのオルロのカーニバルと並ぶ、南米の三大祭りの1つ。6月24日の農民の日、コリカンチャから祭りが始まり、インカの皇帝の役の人物がケチュア語で開催宣言を行う。その後、皇后役の人物と金の神輿に乗り街中を進む。その際、インカ帝国の4つの州それぞれの衣装を着た踊り子たちが神輿を守りながら踊り歩く。その後、サクサイワマンの遺跡まで移動し、広場でチチャを神に捧げ、コカの葉で翌年の運勢を占い、生贄のリャマの心臓を金のナイフでくり抜き太陽に翳して終わる。

インティ・ライミは、冬至に関わる儀式である。冬至とは、日の出から日没までの間が最も短い一日のことで、インカの元日に当たる。赤道より南の領域では、グレゴリオ暦の6月と7月が冬になる。

## 歴史
インカ・ガルシラーソ・デ・ラ・ベーガによれば、インティ・ライミはクスコで実施される4つの祝賀のうち最も重要なものであった。
式典はワカイパタ広場か町の中心で行われた。
ガルシラーソ・デ・ラ・ベーガによると、サパ・インカのパチャクテクが、南半球のアンデス山脈での新年を祝うために、インティ・ライミを設定したという。式典は、インカの起源神話を暗示しているともいう。
多彩な舞踊や行列が9日間続き、パチャママ神への感謝の供物として動物が捧げられ、収穫期が満ち足りたものとなることを願う。
最初のインティ・ライミは1412年に行われた。インカ皇帝による最後のインティ・ライミは1535年で、それ以降はスペイン人征服者とカトリック教会によって禁止令が出された。
1944年、ファウスティノ・エスピノーザ・ナヴァロとケチュア族の俳優らが、インティ・ライミの歴史の再建を指揮した。再建初回は、主にインカ・ガルシラーソ・デ・ラ・ベーガの年代記に基づき、宗教的儀式のみにとどまっていた。
1944年からインティ・ライミの劇場上演は、かつての開催地だったクスコ中心部から2km離れたサクサイワマンで、毎年6月24日に行われ、内外からの観光客を何千人も集めている。
インティ・ライミの祝祭は、現在もアンデス山脈のいたるところで行われている。音楽、華やかな衣装、有名なアヤ・ウマ(悪魔の頭)の仮面に溢れ、食べ物を分け合う。
しかしアンデスの多くの地域では、インティ・ライミが、西洋における洗礼者ヨハネの聖名祝日と結び付けられるようになっている。この日は、北半球の夏至祭(6月21日、northern solstice)の後日に当たる。